# Gräfenthal (Naturschutzgebiet)
Das Naturschutzgebiet Gräfenthal liegt im Landkreis Nordhausen in Thüringen südlich von Sophienhof. Am südöstlichen Rand des Gebietes verläuft die B 81 und westlich B 4. Östlich verläuft die Landesgrenze zu Sachsen-Anhalt.

## Bedeutung
Das 103,6 ha große Gebiet mit der NSG-Nr. 002 wurde im Jahr 1961 unter Naturschutz gestellt.